# Rotskunst van Astuvansalmi
De rotskunst van Astuvansalmi  is een groep prehistorische rotstekeningen in de Finse gemeente Mikkeli. De 70 schilderingen bevinden zich op een rots aan het Saimaameer. De rots had vermoedelijk een soort van ceremoniële functie. De oudste schilderingen dateren tussen 3000 en 2500 voor Christus, tijdens het neolithicum. Ook zijn er in de omgeving meerdere speerpunten, dierenamuletten en kleine beelden van oude goden zoals Ukko gevonden. 
Opvallend is een rotsschildering van een vrouw met een boog. Volgens sommigen zou dit mogelijk Tellervo, een godin uit de Kalevala zijn. Dit is echter onwaarschijnlijk, gezien de voorouders van de eigenlijke Finnen pas 2000 jaar later, tijdens de late ijzertijd, arriveerden.
De rotstekeningen werden officieel ontdekt in 1968, ook al waren ze daarvoor al bekend bij de lokale bevolking. De locatie stond ooit op de Finse voorlopige lijst werelderfgoed.